# 駒田好洋
駒田 好洋（こまだ こうよう、本名万次郎、まんじろう、明治10年（1877年）7月1日 - 昭和10年（1935年）8月11日）は、日本の活弁家、映画プロデューサーである。「日本率先活動大写真会」を名乗り、映画の興行をするばかりでなく、「日本初の商業公開用の映画」を製作し、さらに「日本初の劇映画」の製作も行ったことで知られる。

## 来歴
1877年7月1日（明治10年）、大阪に生まれる。実家は呉服商であったが、出奔してアメリカに密航、2か月で困窮して帰国、上京して東京市京橋区（現在の東京都中央区京橋）の京橋（1959年に撤去）近くの広告代理店「広目屋」の店員になる。
1897年（明治30年）2月21日、大阪の荒木和一が、エジソン社の「ヴァイタスコープ」を大阪・新町演舞場（現在の大阪屋本店、西区新町2-5）で公開、続いて3月6日には東京の「新居商会」が神田錦輝館（神田区錦町、現在の千代田区神田錦町）で公開するにあたり、宣伝を広目屋に発注した。同時に上陸したフランス・リュミエール社の「シネマトグラフ」は大阪ではヴァイタスコープの7日前に公開されたが、東京では「3日間」早く公開することに成功した。これにとびついたのが当時19歳の駒田である。
新居商会からヴァイタスコープを譲り受け、同年5月には活弁家となって、「日本率先活動大写真会」としてアメリカ映画を興行して回り始めた。
1899年（明治32年）、日本橋区（現在の中央区日本橋）、杉浦六右衞門の「小西写真機店」（のちのコニカミノルタ）がゴーモン社製のムービーカメラを輸入、実験的な映画撮影を開始した。この「日本初の撮影技師」は浅野四郎、20歳の同店の店員であった。

### 日本映画の初興行
1899年（明治32年）、22歳の駒田は小西写真機店からムービーカメラを購入、同い年の浅野に撮影発注。小西写真機店によって、芝区の料亭「紅葉館」で3人の芸者の踊りが撮影された。この『芸者の手踊り』が「日本初の商業公開用の映画」とされ、同年6月20日、歌舞伎座で公開された。
翌月7月14日には『かっぽれ』ほかが明治座で公開された。またこのとき、銀座の三越写真部の柴田常吉の作品も同会によって公開されている。
同年、清水定吉による「日本初の拳銃強盗事件」をテーマに、俳優横山運平らに演じさせた映画『清水定吉（稲妻強盗）』（『ピストル強盗清水定吉』とも）を製作する。これが「日本初の劇映画」となり、犯人清水を取り押さえ24歳で殉職した警官を演じた横山は「日本初の映画俳優」となった。
やがて東京の吉沢商店や京都の横田商会らが割拠し始め、「日本率先活動大写真会」は1905年（明治38年）以降に活動は沈潜化する。駒田はまだ28歳である。
駒田は「東京活動写真会」名義で歌舞伎や相撲の撮影フィルムを持って全国を巡業して廻り、同年、日露戦争の記録映画で大当たりをとる。
のちに駒田は、下谷区上野（現在の台東区上野）で「セカイ・フィルム」社を設立、「日本率先活動大写真会」時代の所蔵プリントを貸し出していた。同社は1本だけ映画を製作したが、それが帝国劇場で公開されたのは駒田の没後、1937年のことだった。駒田が「原作」としてクレジットされている『不滅乃木』がそれで、トーキーの時代に「サウンド版」で、活弁を吹き込んでいるのは、岩藤思雪であった。
1935年（昭和10年）8月11日に死去。58歳没。多磨霊園(14-1-26-2)に眠る。

## 人物・エピソード
個人を観客とした覗きからくり方式の「キネトスコープ」に代え、多数の観客を対象としたスクリーン投射手法による「ヴァイタスコープ」を広めた人物。映写機や活動写真の説明に際して、口癖で「頗る非常」という言葉を連発したため、流行語となるほどの人気を勝ち取り、みずから「頗る非常大博士」と名乗り、人気を博した。明治32年の歌舞伎座での日本製活動写真初興行でも、「頗る非常こと駒田好洋」と説明文がつけられた。映画館のない時代の「巡回興行」の草分けであり、映画説明者の第一号である。

## おもなフィルモグラフィ
- 芸者の手踊り　明治32年　撮影浅野四郎　※日本初の商業公開用の映画
- かっぽれ　明治32年　撮影浅野四郎
- 清水定吉（稲妻強盗）　明治32年　監督・撮影駒田好洋・柴田常吉、出演横山運平　※日本初の劇映画
- 二人道成寺　明治32年　撮影白井勘造
- 北清事変活動大写真　明治33年　撮影柴田常吉・深谷駒吉
- 歌舞伎座活動大写真　明治37年　撮影柴田常吉ほか7名
- 従軍写真　明治38年
- 日本率先活動写真会　明治38年　撮影水島忠夫、岩尾馬代太、鈴木安次
- 三府合同活動写真　明治38年　撮影水島忠夫、岩尾馬代太、鈴木安次
- 日露実況活動写真　明治38年

## 関連事項
- ウィリアム・K・L・ディクソン
- ゴーモン （Gaumont Film Company）
- 日本映画
- Japanese films: 1898 - 1919
- 活動弁士

## 註
1. 1 2 3 4  「歴史が眠る多磨霊園」サイト内の「駒田好洋」を参照。
2. ↑  現在の港区芝公園4丁目、東京タワーのあたり
3. 1 2  田中純一郎『日本映画発達史〈1〉活動写真時代』（中央公論社、1968年）の記述を参照。
4. ↑  日本映画データベースの「1899年 - 1909年 公開作品一覧 376作品」を参照。
5. ↑  1882年（明治15年）に事件を起こし、1886年（明治19年）に逮捕された。
6. ↑  日本映画データベースの「清水定吉（稲妻強盗）」を参照。
7. ↑  同作は1930年（昭和5年）にも河合映画製作社が松林清三郎を主演にリメイクしている（『清水定吉』、監督丘虹二）
8. ↑  『あゝ活動大写真 グラフ日本映画史 戦前篇』（朝日新聞社）
9. ↑  岩藤は1909年（明治42年）にM・パテー商会製作、栗島狭衣・栗島すみ子親子主演の『新桃太郎』を監督し、1920年（大正9年）、アメリカ映画『あの丘越えて Over the Hill』を個人輸入、日本公開した人物である。